# 動物の子育て
動物の子育て（Parental care)とは、動物が子の生存率を高める行動のこと。子の世話、子の保護ともいう。

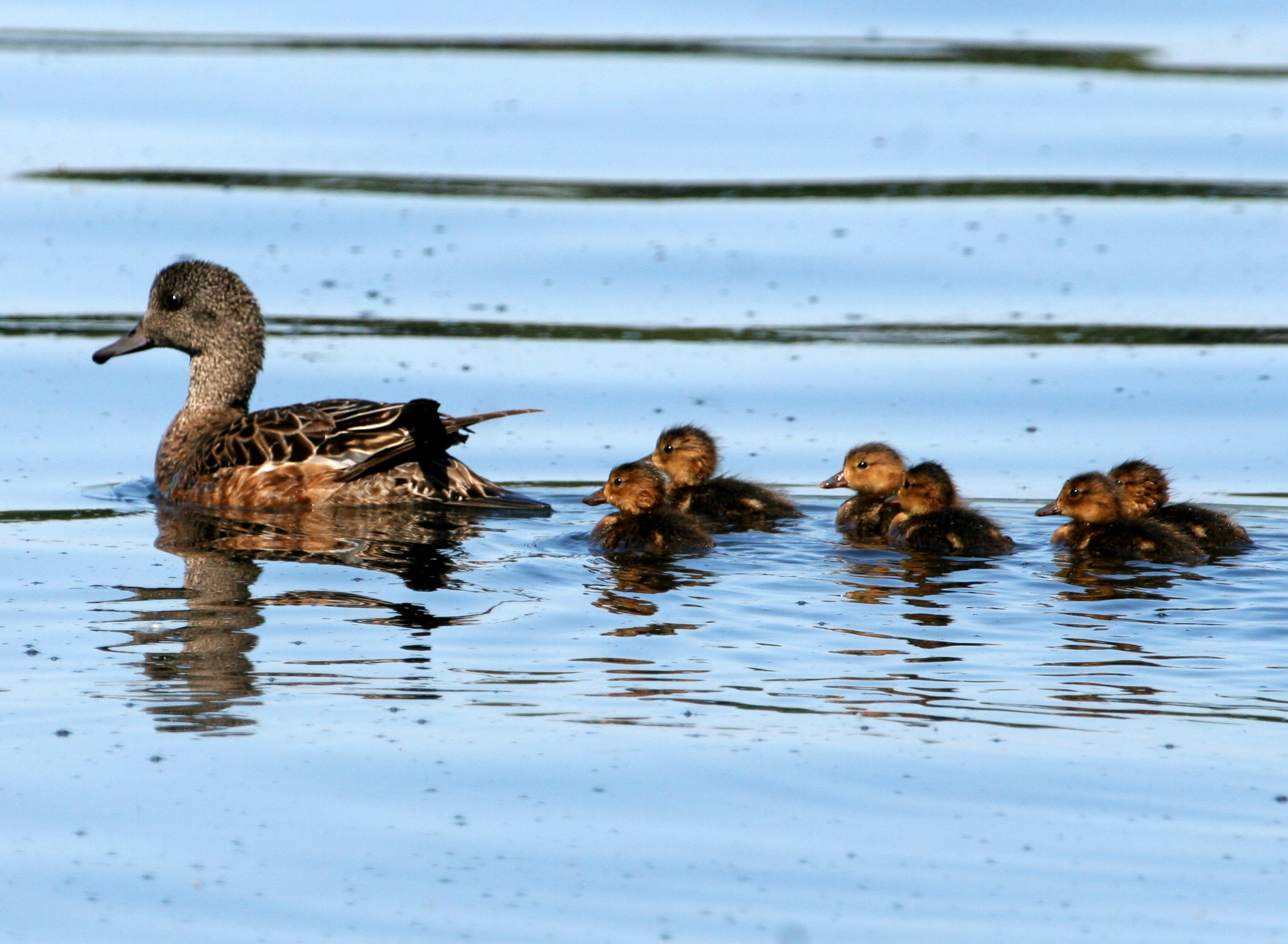
子供を引き連れて移動するアメリカヒドリ

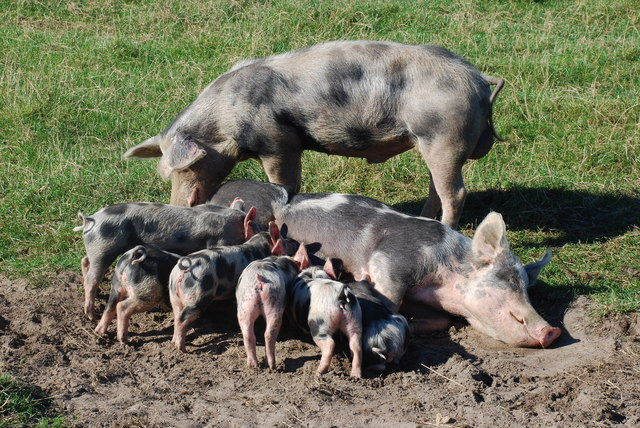
子供たちに乳を与えるブタの母親

## 概要
広義には、子の生存に適した産卵場所の探索や巣作り、栄養のある卵の生産なども子の世話と呼ぶことができるが、狭義には受精後に行われるもののみを指す。さらに狭義に、子が親の体から離れたあとに起こるもののみを意味することもある。
広義の子育ては受精より先に始まる。受精前の卵に栄養を与えるのは通常は母親だが、父親も母親に食料を与えることを通じて間接的に貢献することがあるかもしれない。産卵のための巣作りも、受精前に行われる子育ての例である。
胎生の動物では、受精後の胎児は母親の胎内で保護され、栄養を供給される。卵生の動物のうち子育てを行うものでは、産み付けられた卵を捕食者から守るなどの卵保護行動が見られる。卵を体に付着させたり、口に含んだりして運ぶものもいる。一部の動物ではさらに、出産・孵化後も子の世話を継続する。哺乳類の授乳はその一例である。
一部の動物では、ヘルパーと呼ばれる、親以外の個体が子育てに協力することがある。これを協同繁殖という。真社会性生物では、ワーカーと呼ばれる繁殖能力を持たない個体が、繁殖個体が産んだ子を世話する。

## 実例
以下では、動物の子育て行動の実例を、分類群ごとに紹介する。ただし、卵の生産や産卵場所に関しては簡単に触れるに留め、受精や産卵の後に見られる狭義の子育てを中心に解説する。

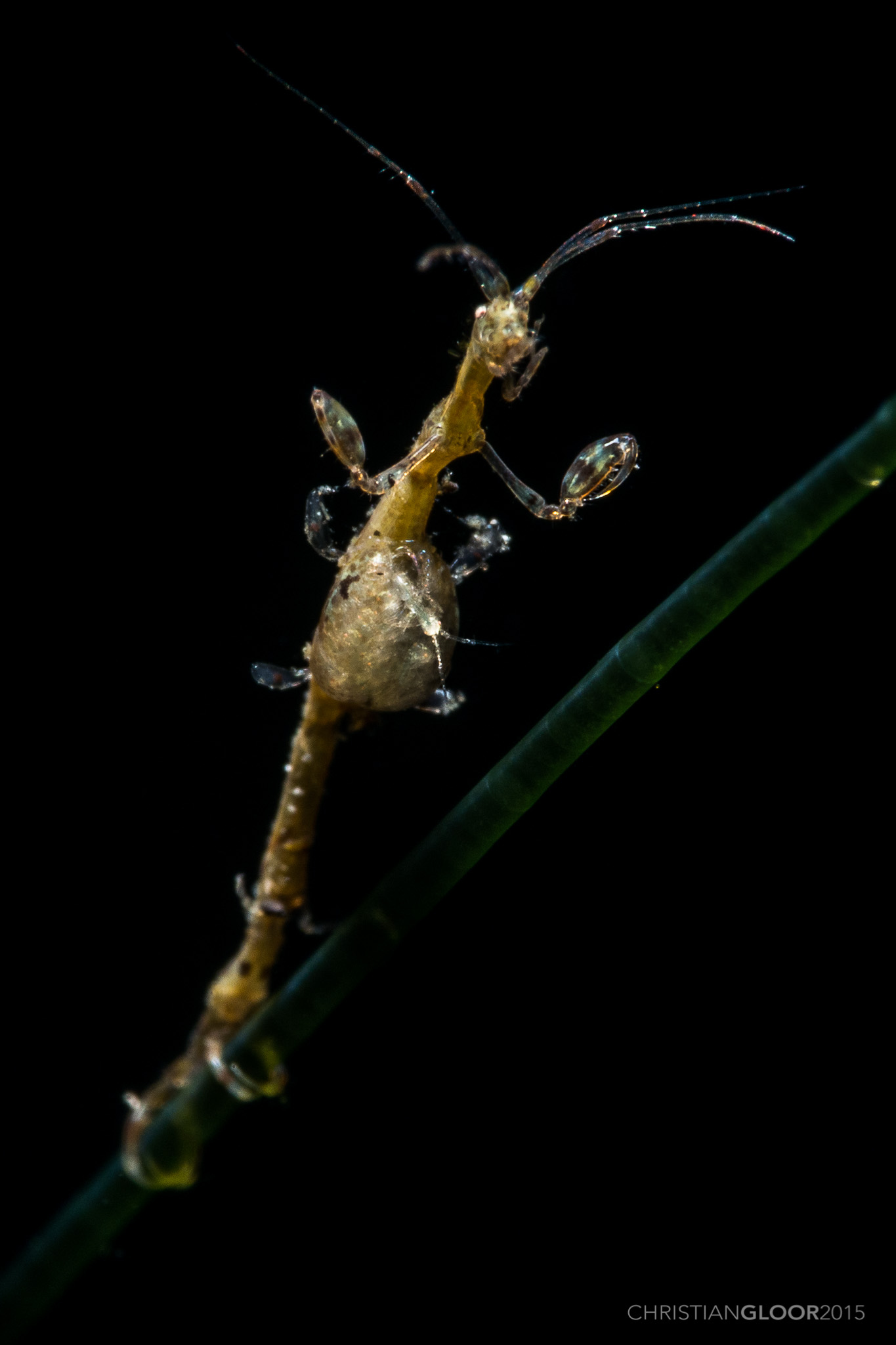
胸部の覆卵葉に子供を抱えたワレカラ類のメス

### 無脊椎動物
大多数の無脊椎動物は産卵後の子育てをまったく行わない。子育てを行う場合、多くは母親によるもので、父親が関わることはさらに少ない。数少ない例の1つはゴカイの一種Neanthes arenaceodentataで、この種では父親が粘液でできた管のなかで抱卵する。その他の例については後述する。

#### 海綿動物
多くの海綿動物は胎生である。なかでも石灰海綿綱は全種が胎生であり、受精卵は親の中膠内に留まって胚発生を進め、幼生になってから放出される。

#### 節足動物

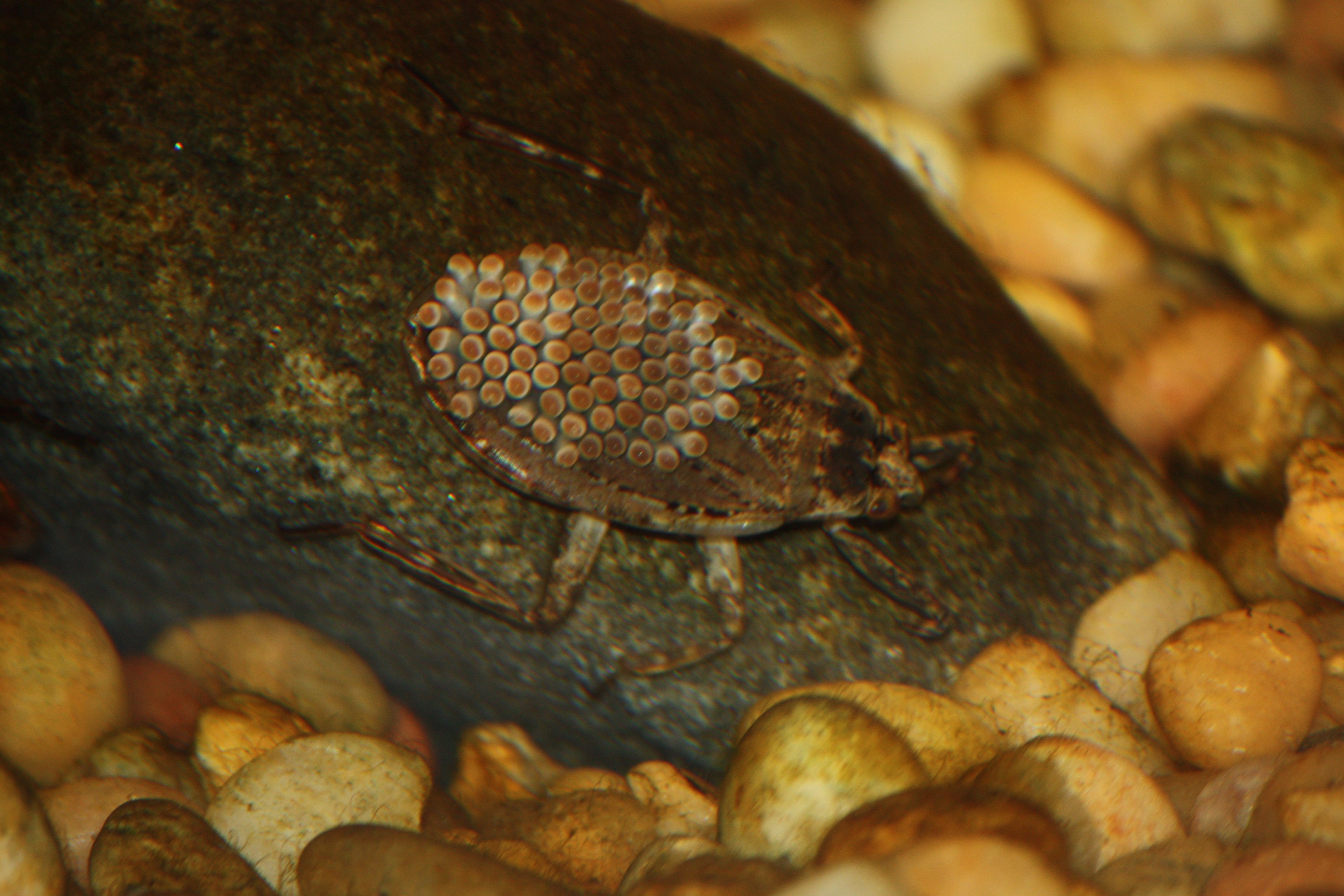
背中に卵を付着させたコオイムシ科の一種

節足動物の多くは卵生だが、昆虫には胎生のものも含まれる。その多くは卵胎生だが、ツェツェバエなどでは母親から栄養が供給される。タマバエやハチネジレバネの受精卵は母親の血体腔内で発生する。ゴキブリの一種Diploptera dytiscoidesやハサミムシの一種Hemimerus talpoidesのように胎盤に似た構造を持つ偽胎盤胎生の種もいる。
昆虫ではカメムシ類やアザミウマ類などのなかに、母親が卵や幼虫を保護するものがいる。甲虫のキノコムシの一種Pselaphicus giganteusの母親は、幼虫を餌のキノコに連れて行く行動を示す。ハチの仲間には母親によるさまざまな程度の保護が見られる。ベッコウバチ類やアナバチ類の一部では、雌は巣穴に餌を準備してから産卵し、その後の子育てはしないが、ドロバチなどの雌は幼虫の孵化後も餌を補給し続ける。子の餌を準備するものは甲虫にも多く、とくに動物の死体や糞を餌とするシデムシ類やコガネムシ類に見られる。これらのグループのなかには、孵化後も親が子のもとに留まるものもいる。とくにスネマガリシデムシの幼虫は、肉塊に加えて母親が口から出す液も摂取して育つ。甲虫ではほかに、食材性のクロツヤムシ科、クワガタムシ科、ナガキクイムシ科やキクイムシ科などに親が産卵・孵化後も子のそばに留まるものが多く知られており、さまざまな程度の子育て行動が見られる。父親が子育てをする例は少ないが、水生昆虫であるコオイムシ科のうち、タガメ亜科の5種では父親が植物に産み付けられた卵を世話し、コオイムシ亜科の全種ではやはり父親が、卵を体に付着させて保護する。モンシデムシ属でも、父親が母親とともに産卵後の養育を行うことがある。

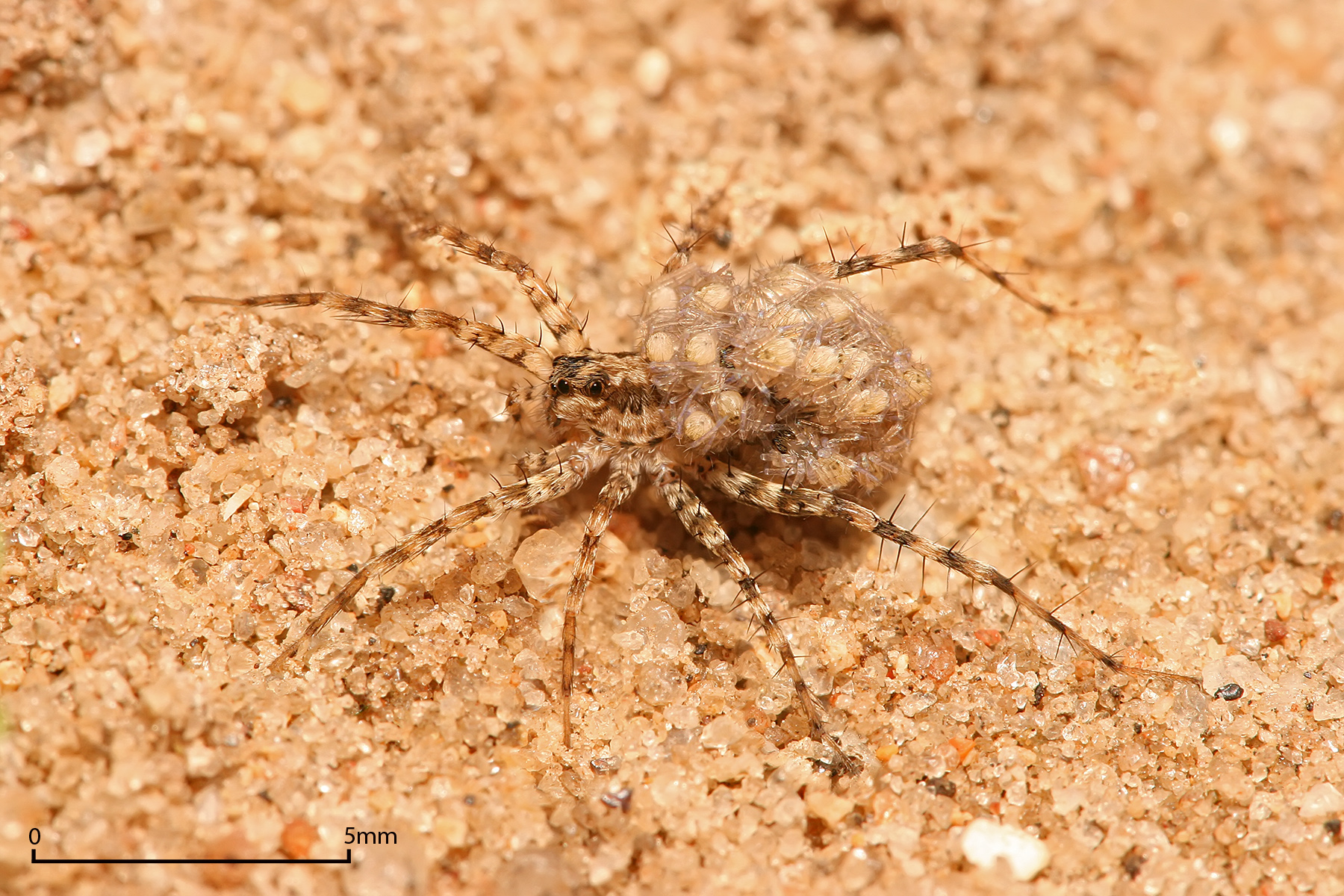
子供を背負うコモリグモ科のメス

ダニのなかにも子の防衛や給餌をする種がいる。ミツバチに寄生するミツバチヘギイタダニでは、母親がミツバチから体液を吸うための穴を適切な場所に開けることで、子に餌を与えている。ササの葉の裏に住むタケノスゴモリハダニでは、両親ともに、捕食者であるタケカブリダニから卵や幼虫を防衛する行動を示す。クモのなかには母親が卵を保護する種がある。コモリグモ科に代表される徘徊性クモの雌は、孵化するまで卵嚢を持ち歩き、孵化した子供を腹部に乗せる。大きな網を共有して集団で生活するクモでは、複数の雌が協同で孵化後の子を保護することも知られている。
甲殻類の抱卵亜目はその名前通り、母親が卵を体に付着させて保護するが、幼生は海中に放出されることが多い。フクロエビ上目の雌は育房を持ち、卵はその中で育つ。種によっては、孵化し育房を出た幼体もしばらく母親のもとに留まり、保護される。ウミグモ類では、雄が担卵肢と呼ばれる特殊化した付属肢で卵を運ぶ。

### 魚類
無顎類は体外受精で、親は産卵後その場を離れるため、産卵後の保護はない。カワヤツメ類では、卵を砂の中に埋め込む行動が知られている。
軟骨魚類の一部は胎生で、子は母親の胎内で育つ。ラブカやオナガザメ、アカエイなどの胚は主に卵黄の栄養に依存しているが、ホシザメの一種Mustelus canisやウチワシュモクザメのように、胎盤状の組織を通じて栄養を子に与えるものもいる。また、胎盤状の組織がないとされるもののなかにも、アブラツノザメなど酸素や栄養が母体から供給される種もある。ラクダザメでは、卵黄が吸収されたあとは未受精卵を胎児が食べることで栄養が供給される。卵生のものは丈夫な殻に覆われた卵を産む。産卵あるいは出産後の仔魚を親が保護することはない。
硬骨魚類に見られる子育て行動は多様である。体内受精の種では、産卵までの間は必然的に母親の体内で保護されるが、さらに卵が孵化するまで体内に留まる胎生や卵胎生もシーラカンス、ウミタナゴ、グッピー等に見られる。カダヤシ科やヨツメウオ科では濾胞内で卵の発生が進むため、濾胞内妊娠と呼ばれる。ウミタナゴや、メダカの仲間であるジェニンシア科、グーデア科の受精卵は卵巣腔内で発生する。しかし卵生の硬骨魚類では、もっとも多いのはまったく保護をしない種で、とくに浮性卵を産む種類では受精後の子育てはまれである。浮性卵を産むベラ類は、産卵する時間帯や場所を選ぶことで、卵が捕食されるのを防いでいる。
沈性卵を産む魚類のなかには、卵を見張ったり、持ち運んで保護したりするものが知られている。このような世話は父親が担当することが多い。スズメダイ類やハゼ類、トゲウオ類の雄は産卵床に産み付けられた卵を捕食者から守ったり、鰭で扇いで酸素を送ったり、ゴミを取り除いたりといった行動を示す。モンガラカワハギ科やカワハギ科のなかには、母親が産卵後の卵をしばらく保護するものがいる。両親ともに保護をする種にはシクリッド科の一部やカワハギ科のヨソギなどがいる。

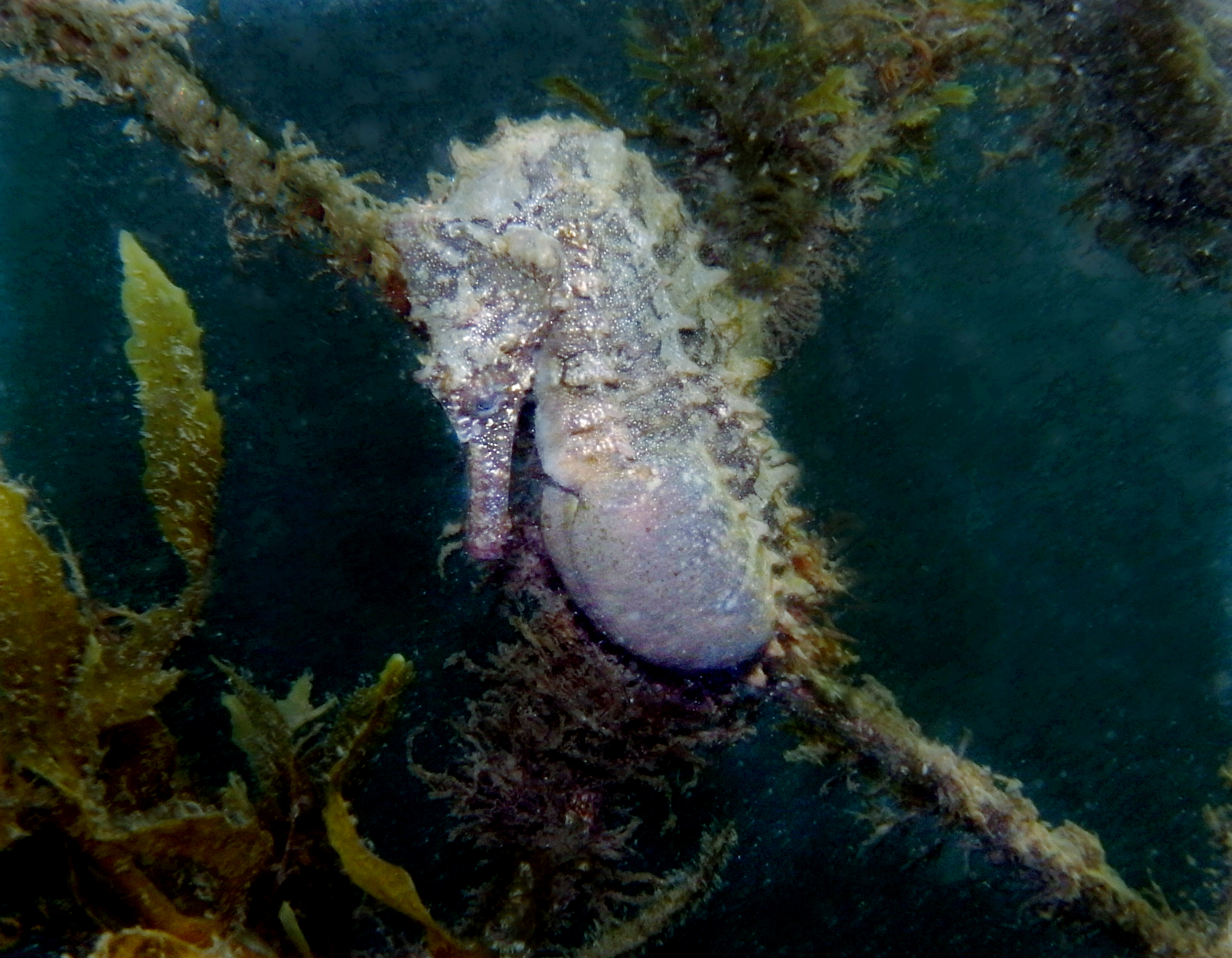
育児嚢が膨らんでいるタツノオトシゴ類のオス

産卵後の卵を持ち運ぶ場合は父親が行うことが多く、テンジクダイ科、コモリウオ科、ヨウジウオ科等がその例に挙げられる。運搬方法はさまざまで、体表に付着させて運ぶものや、テンジクダイ科のように卵塊を口にくわえて運ぶマウスブルーダー（口内保育魚）もいる。ヨウジウオ科のタツノオトシゴ類では雄の腹部に育児嚢が発達し、卵のみならず孵化後の仔魚もしばらくそのなかで過ごす。カミソリウオ科も同様の保護を行うが、担当するのは母親である。マウスブルーダーの中には孵化後の仔魚を保護するものもいる。
シクリッド科はとくに子育て行動が発達していることで知られる。種によって基質に産み付けられた卵や仔魚を見張って保護するものや、口内保育するものがいる。ディスカスは体表から「ミルク」を分泌して仔魚に与える。

### 両生類
両生類のうち、無足目（アシナシイモリ類）では多くの種が卵胎生または胎生である。無尾目（カエル類）や有尾目（サンショウウオ類）ではまれだが、環境の厳しい高地に生息する一部の種は卵胎生または胎生の繁殖様式を持つ。
産卵後の卵を保護する両生類も珍しくない。オオサンショウウオ科の雄やアメリカサンショウウオ科の雌は卵の近くに留まって保護を行う。卵生の無足目や無尾類のなかにも抱卵を行うものがいる。無尾類には、雌の背中に卵が埋め込まれるピパ科や、雄の後足に卵を付着させるサンバガエル等、卵や幼生を運搬するものがいる。ダーウィンハナガエルの雄、カモノハシガエルの雌は卵を飲み込み、前者では鳴嚢、後者では胃の中でオタマジャクシが変態するまで保護する。カエル類のうち地上で産卵するものには、乾燥を防ぐための保護行動がしばしば見られる。

### 爬虫類
爬虫類、および後に解説する鳥類と哺乳類は有羊膜類と呼ばれ、羊膜に包まれた卵を持つ。これによって胚は乾燥から保護される。これらの分類群はすべて体内受精によって繁殖する。胎生は有鱗目のトカゲ類やヘビ類のうちいくつかの系統で知られている。コモチカナヘビには種内に卵生の個体群と胎生の個体群がいる。
カメ類の母親は巣穴を掘ってそのなかに産卵するが、それ以降の保護は行わない。一部のヘビ類は落ち葉などを集めた巣に産卵する。ニシキヘビ属では、母親が積み上げた卵のうえにとぐろを巻き、孵化までの間、外敵からの防衛と温度の調節を行う。トカゲ属の雌も卵を保護する。ワニ類では母親による子育てが発達しており、卵だけでなく幼体の保護も行う。

### 鳥類

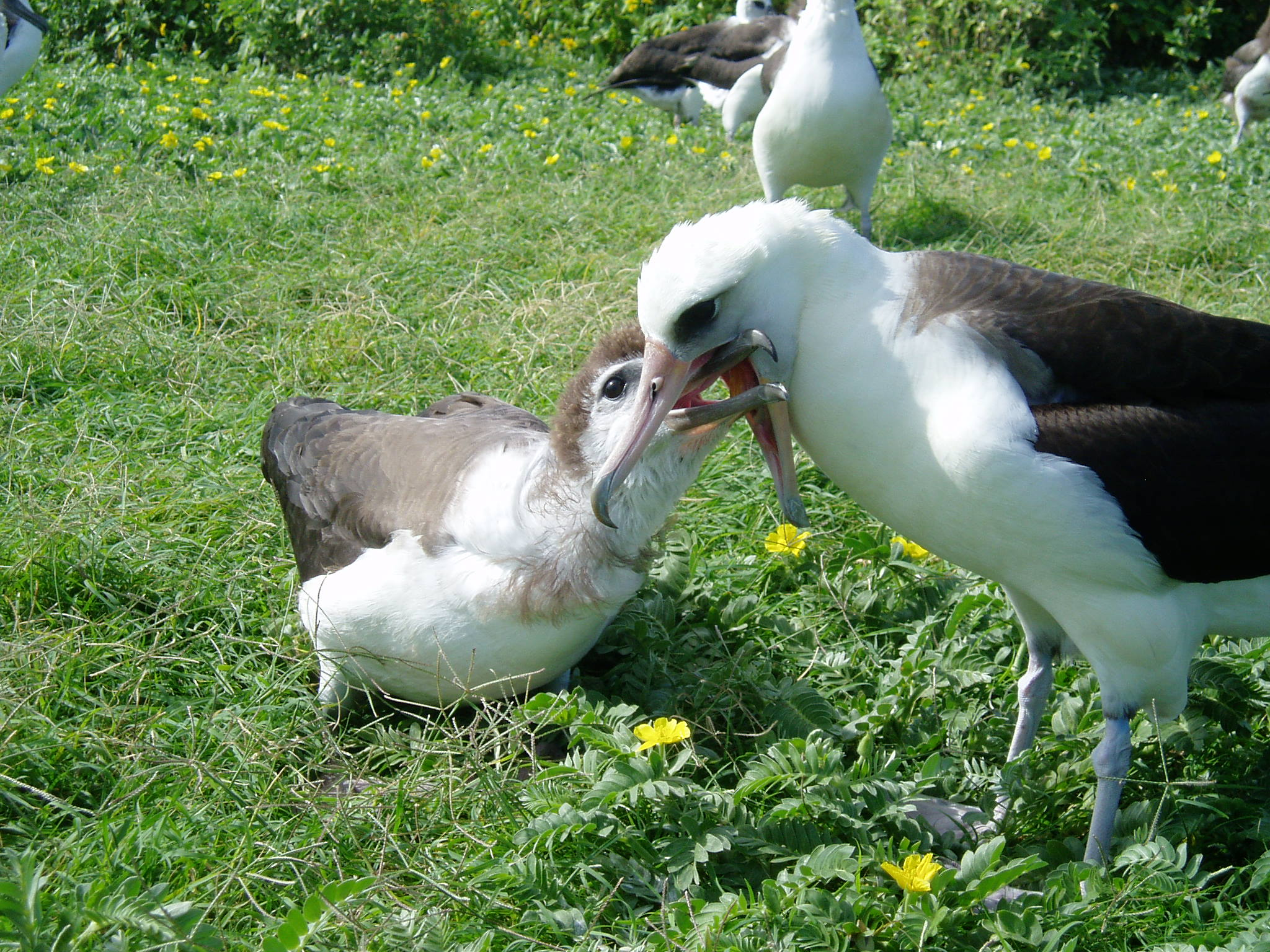
いったん呑み込んだ餌を吐き戻して子供に与えるコアホウドリ

すべての鳥類は卵生である。一般的に、雛に与える餌の多い時期を繁殖期とする。ごくわずかな例外を除くほとんどの鳥類で、両親ともに卵と雛の世話をする。産卵は巣を作って行われるのがふつうで、とくにスズメ目は複雑な巣を作ることが多い。
現生鳥類のなかでも初期に分岐した系統に属するダチョウ目とシギダチョウ目、ミフウズラ類、レンカクやタマシギなど一部のチドリ目の種は例外で、父親だけが子育てをする（ただしダチョウ目のダチョウでは両親ともに行う）。産卵後の子育てを行わないのは、雌が卵を地中に埋めて放置するツカツクリ科の一部に限られる。ツカツクリ科でも、種によっては雄が卵の見張りと温度調節をするものがいる。母親だけが世話をするものにはクジャクやアズマヤドリなどがいる。

### 哺乳類

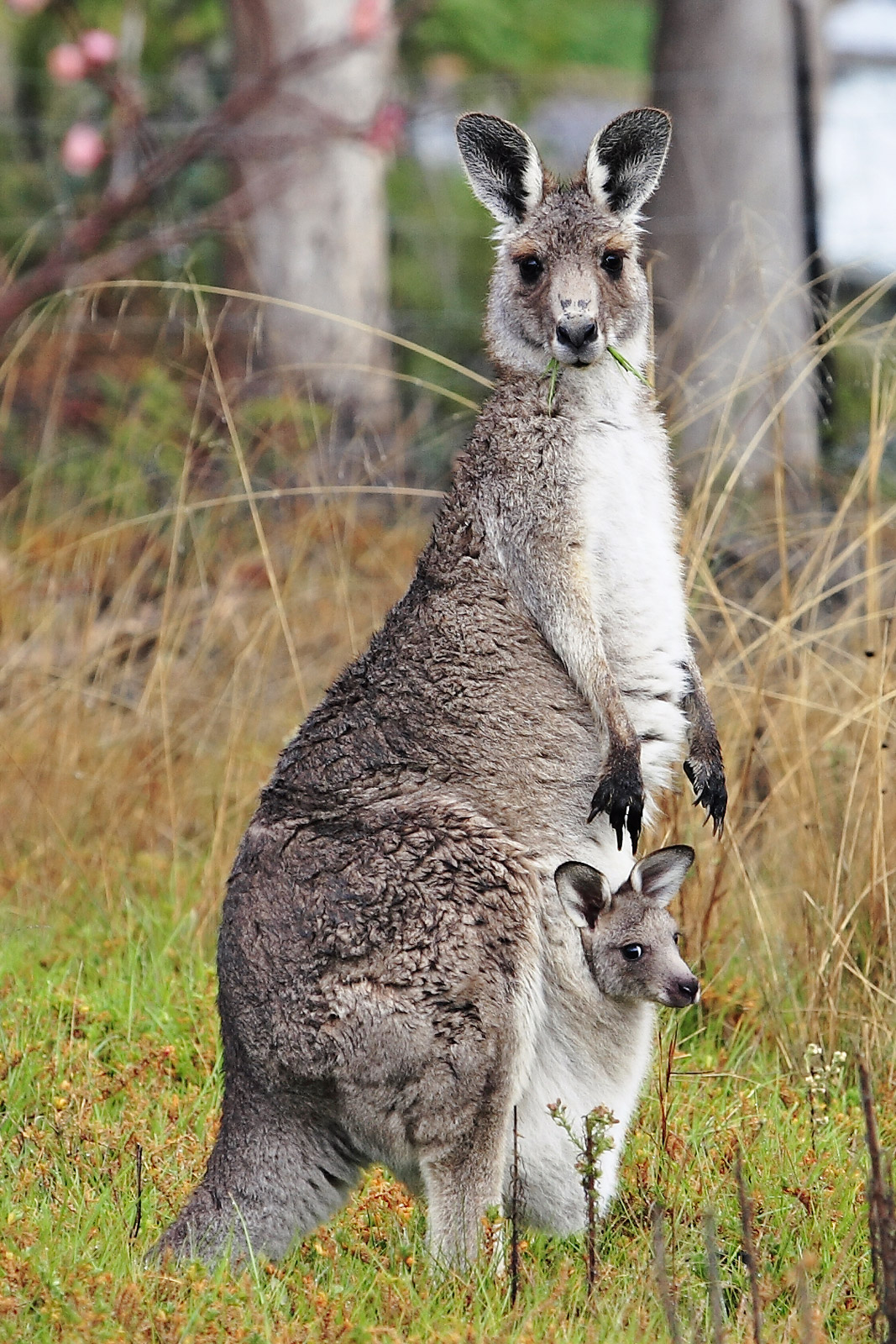
有袋類は育児嚢の中で授乳し子供を育てる

現性の哺乳類のうち、単孔目（カモノハシとハリモグラ）は卵を産むが、残りは胎生である。カンガルーやコアラなど有袋類の子はごく初期だけ母胎内で過ごし、未熟なうちに出産される。多くの場合、その後の保護は母親の育児嚢内で行われる。その他の哺乳類は有胎盤類に属し、胎児は胎盤を通じて栄養を供給され、かなり成長してから産み出される。
哺乳類の特徴は授乳であり、卵生のものも含めてあらゆる哺乳類の母親は、子に母乳を与える。このことが、哺乳類にみられる密な親子関係を産み出していると考えられる。哺乳類では総じて母親の負担が大きいが、逆に父親が子育てに関わるのはまれである。

#### チンパンジーの子育て
チンパンジーのうち約２例に１例は育児を拒否しており、経験不足のためといわれる、飼育下では育児訓練を行ない観察した結果、新生児は生後３週齢には母の顔を他と区別し好み、主産後すぐに「見つめあう」をする。

### 日本語文献
- 青木優和 著「フクロエビ類は子煩悩―保育嚢をもつ小さな甲殻類」、朝倉彰（編著） 編『甲殻類学 エビ・カニとその仲間の世界』東海大学出版会、2003年、31-51頁。ISBN 4486016114。
- 荒谷邦雄、近雅博・上田明良 著「食材性甲虫における亜社会性」、斎藤裕（編著） 編『親子関係の進化生態学 節足動物の社会』北海道大学図書刊行会、1996年、76-108頁。ISBN 4832996517。
- 遠藤秀紀 著「哺乳類にみる多様性と系統」、松井正文 編『脊椎動物の多様性と系統』岩槻邦男・馬渡峻輔（監修）、裳華房、2006年、183-209頁。ISBN 4785358300。
- 遠藤知二「互恵的社会 クモの社会性」『親子関係の進化生態学 節足動物の社会』1996年、37-57頁。
- 長谷川眞理子『動物の行動と生態』放送大学教育振興会、2004年。ISBN 4595237804。
- 伊藤嘉昭『新版 動物の社会 社会生物学・行動生態学入門』東海大学出版会、2006年。ISBN 4486017374。
- 川瀬裕司「モンガラカワハギ科 (Balistidae) とカワハギ科 (Monacanthidae) 魚類の繁殖行動とその進化」『魚類学雑誌』第45巻第1号、1998年、pp.1–19、NAID 10007304647。
- 近雅博「モンシデムシ属の死体をめぐる熾烈な競争と協同繁殖の謎」『親子関係の進化生態学 節足動物の社会』、58-75頁。
- 工藤慎一「アザミウマの社会 海外に置ける研究の発展」「植食性昆虫における親による子の保護の進化 植物-昆虫相互作用系からの視点」」『親子関係の進化生態学 節足動物の社会』、28-36,137-160頁。
- 桑村哲生「魚類における子の保護の進化と保護者の性」『日本生態学会誌』第32巻第2号、1987年、pp.133–148、NAID 110001881811。
- 桑村哲生『子育てする魚たち 性役割の起源を探る』海游舎、2007年。ISBN 9784905930143。
- 松井正文「両生類にみる多様性と系統」「爬虫類にみる多様性と系統」『脊椎動物の多様性と系統』、94-116,117-150頁。
- 森岡弘之「鳥類にみる多様性と進化」『脊椎動物の多様性と系統』、151-182頁。
- 齋藤裕「ダニ類の亜社会性」『親子関係の進化生態学 節足動物の社会』、111-136頁。
- 新海栄一『ネイチャーガイド　日本のクモ』文一総合出版、2010年。ISBN 9784829901748。
- トリヴァース, R 著、中嶋康裕・福井康雄・原田泰志 訳『生物の社会進化』産業図書、1991年（原著1985年）。ISBN 4782800614。
- 山岸宏『比較生殖学』東海大学出版会、1995年。ISBN 4486013352。
- 石川統・黒岩常洋・塩見正衛・松本忠夫・守隆夫・八杉貞雄・山本正幸 編「子の世話」『生物学辞典』東京化学同人、2010年、462頁。ISBN 9784807907359。

### 英語文献
- Clutton-Brock, T (1991). The Evolution of Parental Care. Monographs in Behavior and Ecology. Princeton University Press. ISBN 0691025169
- Kvarnemo, C (2010). “Parental care”. In Westneat, DE, Fox, CW (eds.). Evolutionary Behaviral Ecology. Oxford University Press. pp. 451–467. ISBN 9780195331929